# Adam von Königsmarck

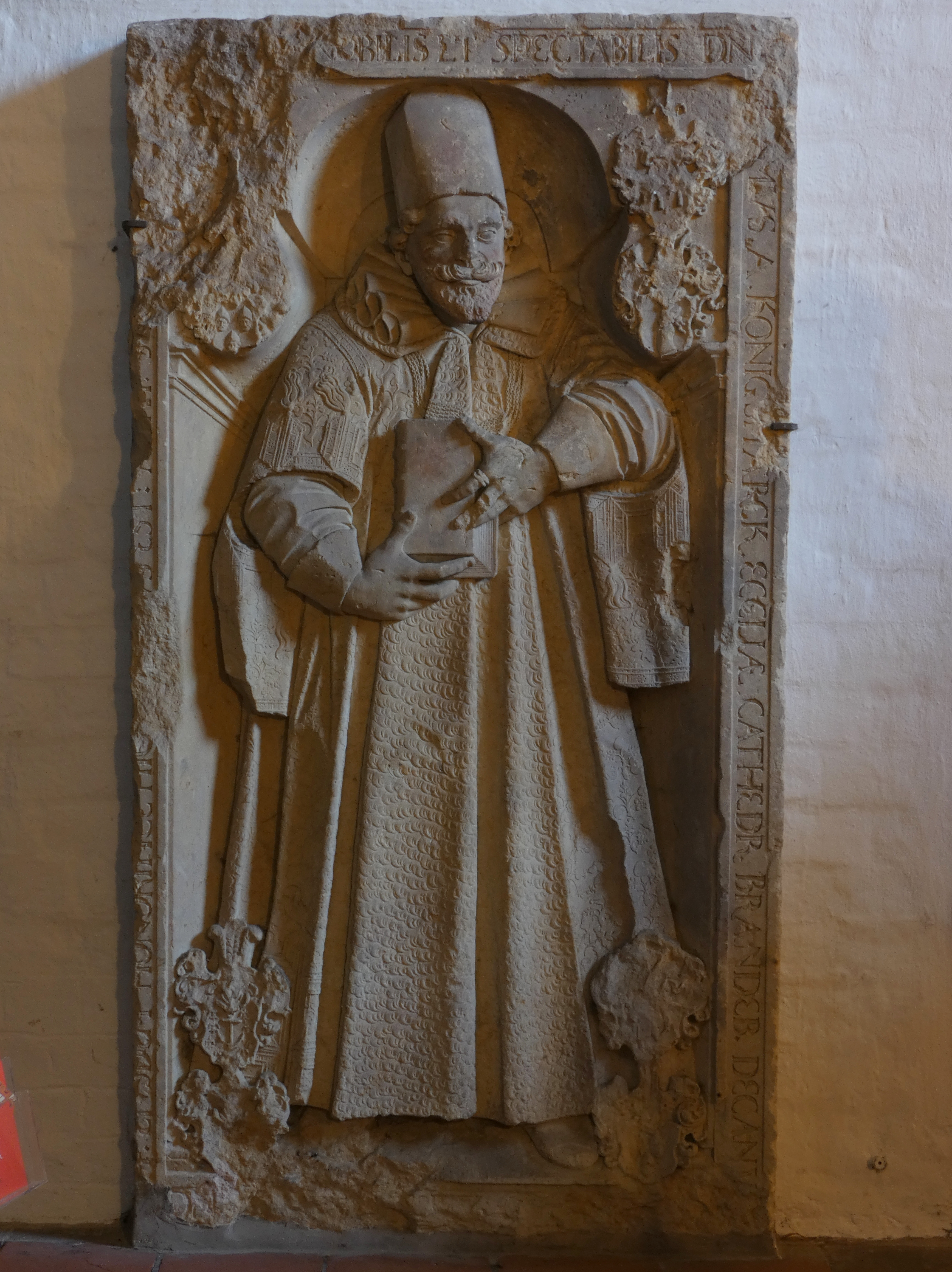
Grabplatte mit Darstellung Adam von Königsmarcks, Dom zu Brandenburg

Adam von Königsmarck (* 1570; † 1621) war Domherr und Domdechant am Dom zu Brandenburg.

## Leben und Wirken
Adam von Königsmarck entstammte der Adelsfamilie Königsmarck. Er wurde 1581 erwähnt, als der Domherr Ludovicus von Lochov ihm seine Präbende überschrieb. 1605 gehörte er als Domherr dem Domkapitel an. 1619 wurde Adam von Königsmarck Domdechant. Zwei Jahre später starb er.

## Epitaph und Grabplatte

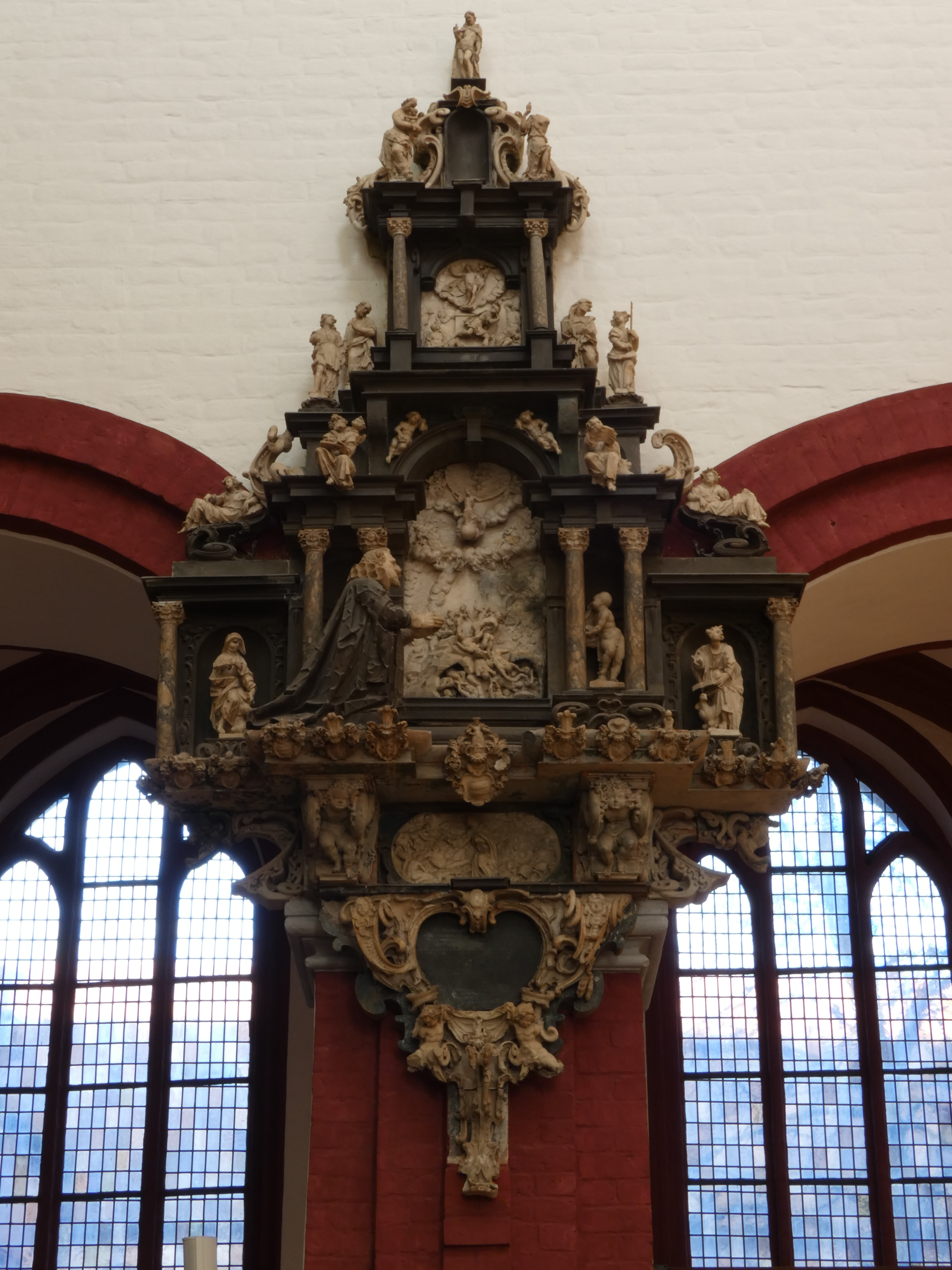
Epitaph Adam von Königsmarcks, Dom zu Brandenburg

Zu Adam von Königsmarck existieren zwei Kunstwerke im Brandenburger Dom, die ihn darstellen. Im Eingangsbereich wurde seine reliefartige Grabplatte aufgestellt. Weiterhin befindet sich im Mittelschiff sein Epitaph. Dieses wird dem Bildhauer Christoph Dehne zugeschrieben, wobei dies aufgrund von Abweichungen zu anderen Werken des Künstlers umstritten ist. Das Epitaph aus Marmor und Alabaster zeigt in der Lünette die Auferstehung Jesu Christi beziehungsweise die Christi Himmelfahrt, im mittleren Bereich eine Darstellung des Jüngsten Gerichts vor dem zur Linken in etwa dreiviertel Lebensgröße die Figur des Adam von Königsmarck kniend und betend dargestellt ist, und in der Predella die Auferstehung der Toten nach Ezechiel. Weiterhin sind Tugenden dargestellt und nackte Figuren platziert.